# Gabriel Revault d'Allonnes
Pour les articles homonymes, voir Revault d'Allonnes.
Gabriel Charles Revault d'Allonnes, né le 6 janvier 1872 à Montpellier et mort le 12 février 1949 à Roanne, est un psychiatre français et professeur agrégé de philosophie.

## Biographie
Gabriel Revault d'Allonnes est le gendre de l'écrivain Jean Psichari (lui-même gendre de l'écrivain et historien Ernest Renan) puisqu'il se marie en 1906 à Henriette Psichari, femme de lettres avec qui il aura le général Jean-Gabriel Revault d'Allonnes et le philosophe Olivier Revault d'Allonnes.
Il est docteur en médecine et agrégé de philosophie en 1898. Il soutient une thèse de doctorat ès lettres devant la faculté des lettres de Paris en 1907.
Le concept de schème, réhabilité par Kant, a été introduit dans le champ de la psychologie dès 1914 par Gabriel Revault d'Allonnes, donc bien avant Piaget. Ce fait est largement méconnu. L'étude des schèmes, de leurs propriétés, de leur fonctionnalité dans la perception et l'action, la pensée et le raisonnement est considérablement étayée. Le schème est abordé dans le cadre de la vie quotidienne (culturelle et sociale) de l'enfant comme de l'adulte. Une théorie du développement du jeune enfant centrée sur l'évolution de la schématisation dans la vie et les activités quotidiennes ordinaires est esquissée, selon une approche très différente de celle qu'en fera ultérieurement Piaget. 

## Ouvrages et Articles
- 1900. (avec Frédéric Rauh). Psychologie appliquée à la morale et à l'éducation. Paris ; Hachette et Cie.
- 1905. Rôle des sensations internes dans les émotions et dans la perception de la durée, Revue Philosophique de la France et de l'Étranger, LX, 592-623.
- 1905. (avec Paul Juquelier). Délire de persécution à trois avec séquestration volontaire. Journal de psychologie normale et pathologique, 2. 115-127.
- 1906. Présentation du livre Le Mécanisme des émotions de P. Sollier, 1905. Monographie imprimée. Paris : imprimerie A. Davy, 7 pages. https://gallica.bnf.fr/ark:/12148/bpt6k6323967p/f6.item.zoom
- 1906. L’explication physiologique de l’émotion. Journal de psychologie normale et pathologique, 3, 14-2 et 132-157.
- 1906. Le sentiment du mystère chez les aliénés. Journal de psychologie normale et pathologique, 3, 193-210.
- 1907. Les inclinations : leur rôle dans la psychologie des sentiments. Paris : F. Alcan.
- 1908. (Doctorat ès Lettres). Psychologie d'une religion : Guillaume Monod (1800-1896) : sa divinité, ses prophètes, son Église ; le messianisme et les prophétisme anciens et modernes, La psychologie de la révélation et de l’inspiration. Paris : F. Alcan.
- 1910. Lamarck Choix de textes et introduction. Paris : Louis Michaud Editeur.
- 1911. Recherches sur l’attention, Revue Philosophique de la France et de l’Étranger, LXXI, 285-312 et 494-520
- 1911. (Doctorat de Médecine). L'affaiblissement intellectuel chez les déments : étude clinique par la méthode d'observation expérimentale. Paris : F. Alcan.
- 1914. L’attention indirecte. Revue Philosophique de la France et de l’Étranger, LXXVII, 32 54.
- 1915. Le schématisme. Compte rendu de la 43e session de l’Association Française pour l’Avancement des Sciences, 563 574. Paris : Secrétariat de l’Association et Librairie Masson.
- 1920. Les formes supérieures de l'attention, Journal de Psychologie Normale et Pathologique, XVII, 219-239.
- 1920. Le mécanisme de la pensée. Les schèmes mentaux. Revue philosophique de la France et de l’Étranger, XCI, 161-202.
- 1921. Le mécanisme de la pensée. Critique de Taine. Journal de Psychologie Normale et Pathologique, XVIII, 283-299.
- 1921. Les schèmes présentés par les sens. Revue philosophique de la France et de l’Étranger, XCI, 316-343.
- 1923. L’attention. Dans G. Dumas (Dir.), Traité de Psychologie, Tome 1 (Livre quatrième, Chapitre III, p. 846 918). Paris : F. Alcan.
- 1924. Le vol de la pensée. L’Encéphale, 18ème année, 101-110. https://www.histoiredelafolie.fr/psychiatrie-neurologie/revault-dallones-le-vol-de-la-pensee-article-paru-dans-la-revue-lencephale-paris-dix-huitieme-annee-1924-pp-101-110.
- 1929. Un guide pour l'examen psychologique des personnes normales », La Psychologie et la Vie, 3, 11-13.
- 1930. Comment l’action schématise. Revue Philosophique de la France et de l’Étranger, 109, 211 252.
- 1934. La schématisation, Dans Georges Dumas (Dir.), Nouveau traité de psychologie (Tome IV, Chap IV, p. 161-263). Paris : F. Alcan.
- 1937. La schématisation - La symbolisation. Paris : F. Alcan.